# 牙买加
牙买加（英語：Jamaica）是加勒比海地区的一个岛国，面積為10,990平方公里，也是大安地列斯群島和加勒比海第三大島。牙買加位於古巴以南約145公里，伊斯帕尼奧拉島以西191公里。
該島原為操阿拉瓦克語系的阿拉瓦克人和泰諾族居住地，後來受到西班牙殖民統治。原住民因無法抵抗牙买加呕吐病而大量死亡，因此西班牙人從非洲大量搜捕奴隸到牙買加作為勞工。1494年哥伦布到达牙买加，1509年牙买加成为西班牙殖民地。在1655年被英国占领，在1866年成为英国直辖殖民地。1962年8月6日牙买加宣告独立。
牙買加有290萬人，京斯敦是該國的首都和最大的城市。牙買加人大多數是撒哈拉以南非洲族裔及其后裔，也有大量的歐亚混血兒少數民族。由于自 20世纪60年代以来对外移民率很高，牙买加有大量侨民，尤其是在加拿大、英国和美国。牙买加的文化体育有着世界级的影响力。它是拉斯塔法里宗教、雷鬼以及Dub、Ska等音乐流派的发源地，并在板球、短跑等运动中有世界级的实力。

## 历史

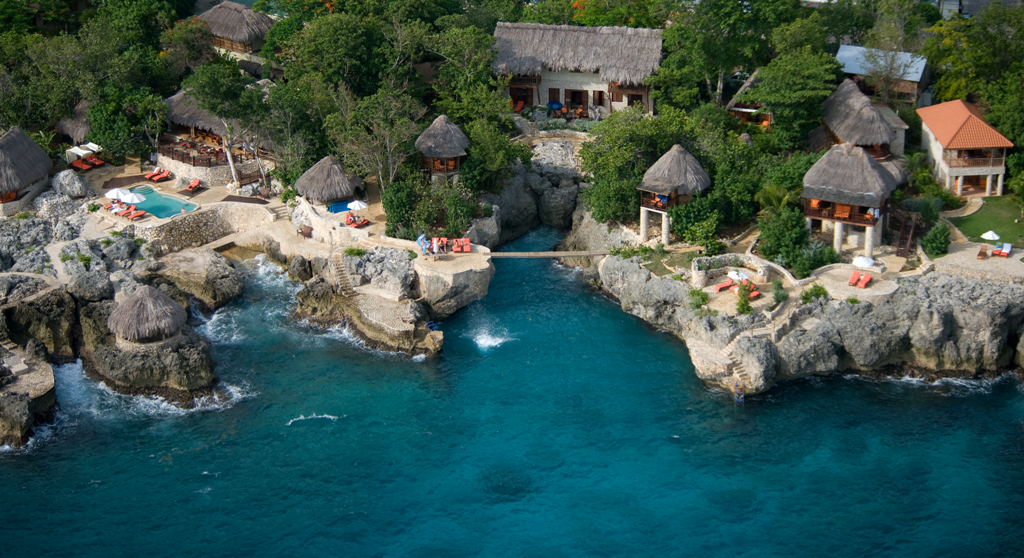
Tensing Pen度假村

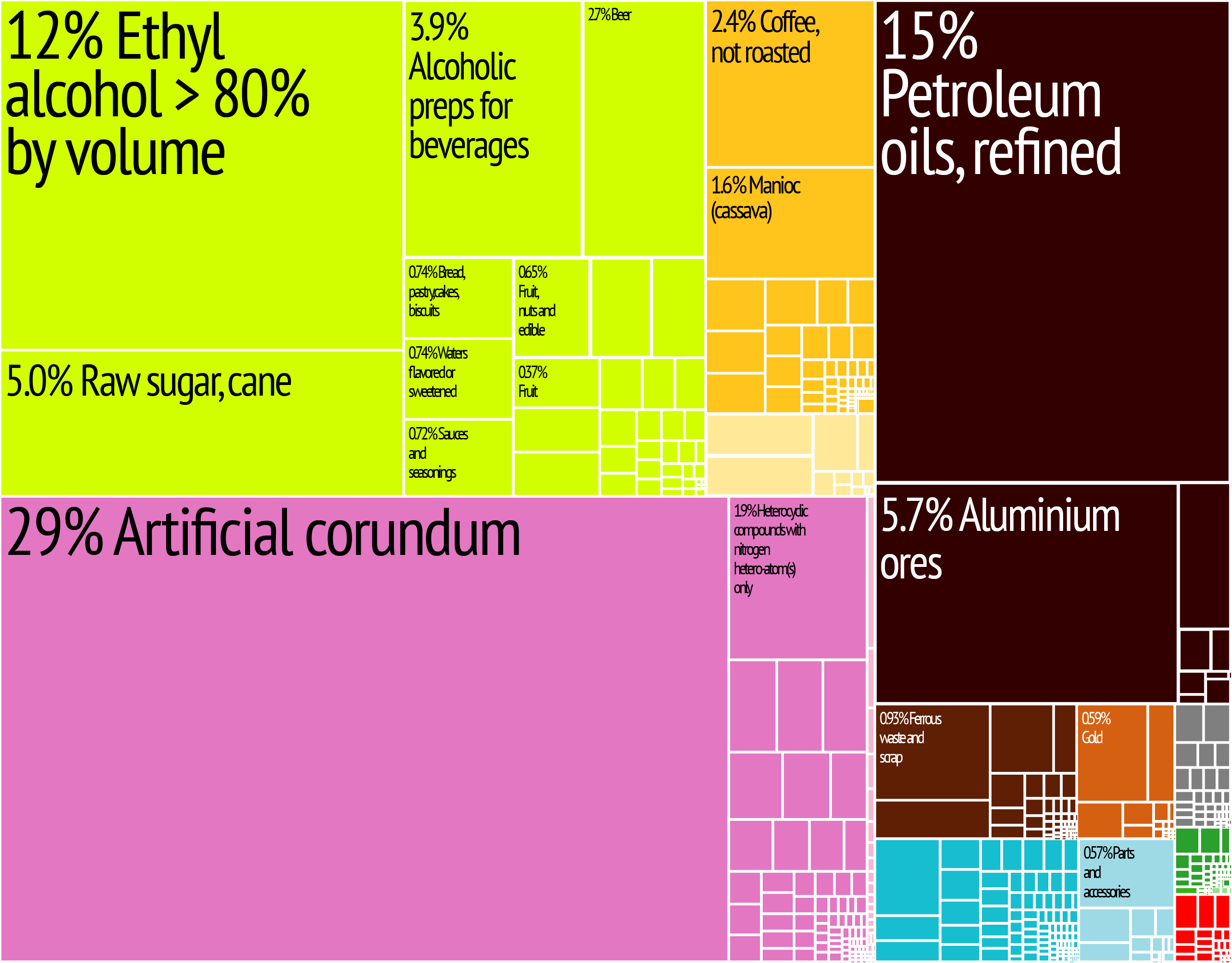
出口品

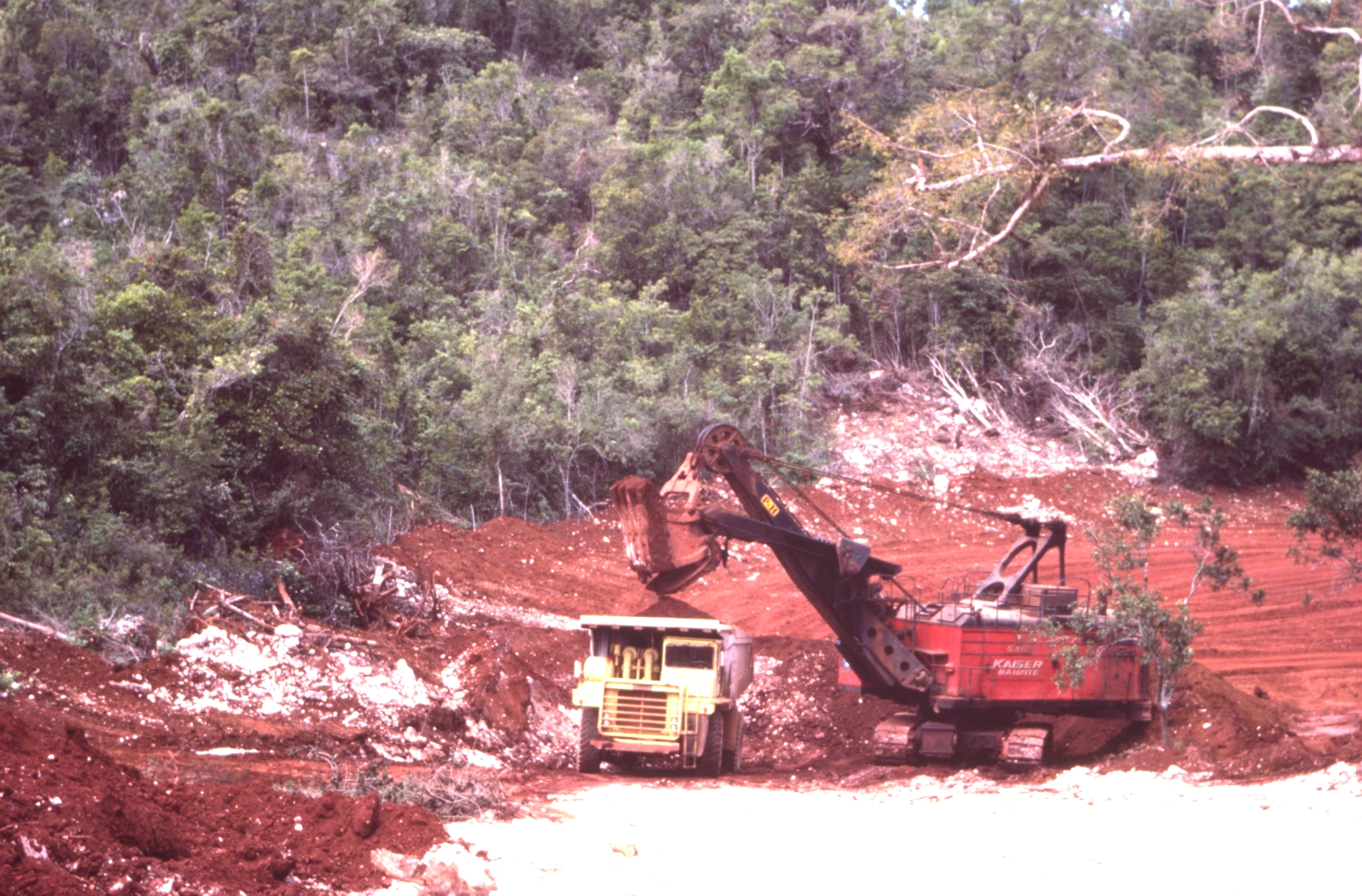
鋁土礦場

牙買加本島至遲在公元前5世紀便已成為美洲人阿拉瓦克族居住地，牙買加一名即是源自阿拉瓦克語Xaymaca，意為「水和樹木之地」。明代《坤輿萬國全圖》称之爲「牙賣加」。

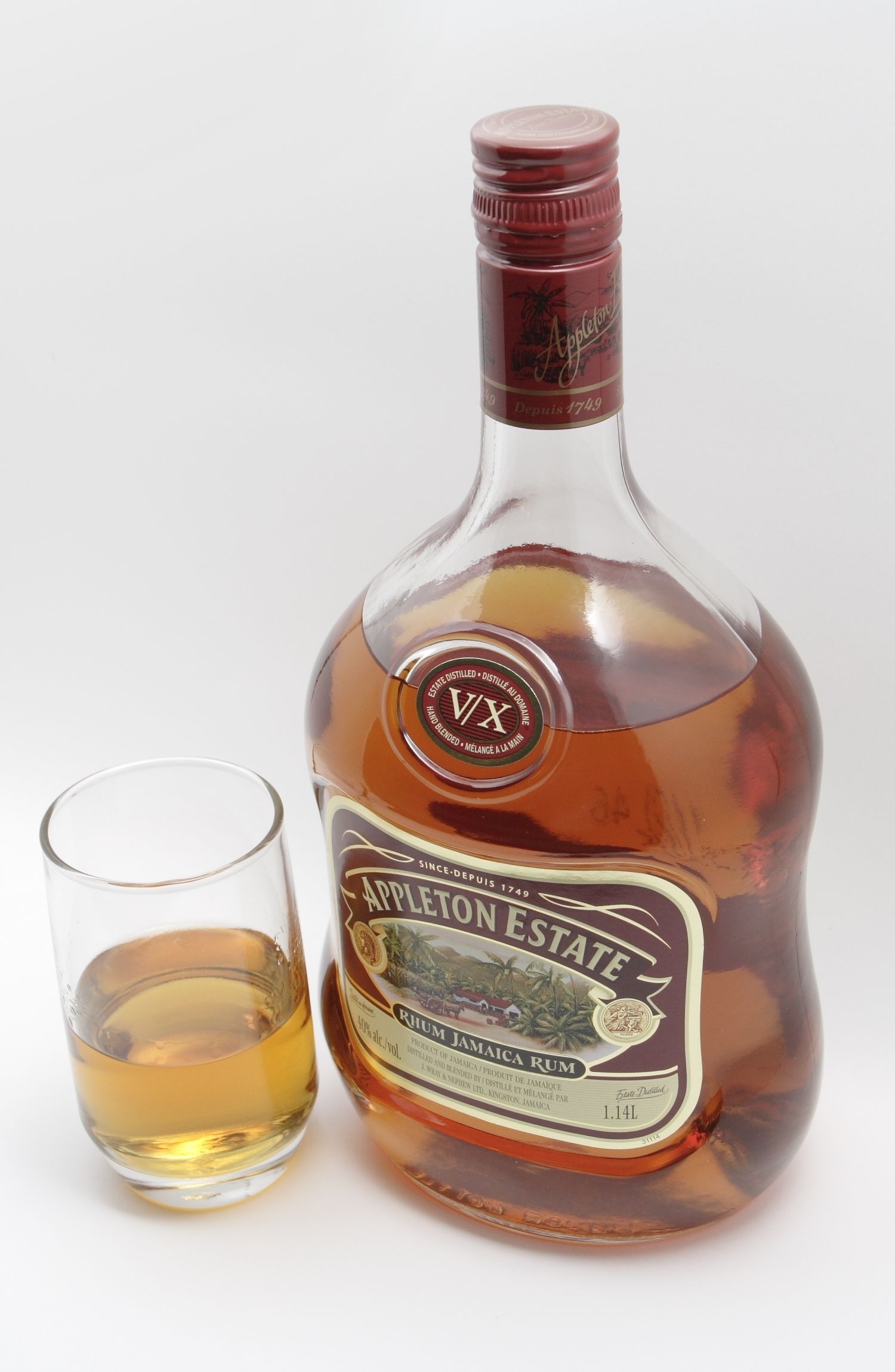
特產阿普尔顿庄园朗姆酒

1494年哥伦布來到此地，1509年西班牙宣稱牙買加為其殖民地，改名聖地亞哥（Santiago）。西班牙對當地的土著居民實行奴隸政策，導致在不久之後，島上的阿拉瓦克人即因戰爭、疾病和奴役而滅絕。為補充勞動力，西班牙自1517年開始從非洲向牙買加販奴，導致黑人逐漸成為當地的主體民族。1538年，西班牙人建立西班牙城，作為牙買加首府。從16世紀後期開始，牙買加多次遭到來自法國、英格蘭、荷蘭等國的海盜襲擊。1655年5月，一支由威廉·賓和羅伯特·維納布爾斯聯合率領的英國艦隊佔領了牙買加。他們立刻邀請海盜來到島上最大港口羅亞爾港，協助防守西班牙人可能的反撲。在1657年和1658年間，西班牙人數次從古巴出發反撲，均以失敗告終。
1670年，按照馬德里條約，西班牙正式將牙買加等地割讓給英國，英國人立刻將這個島作為其基地，在1692年羅亞爾港被地震毀滅之前，一度成為加勒比海海盜的「首都」。此後，英國人修建了京斯敦城，逐漸將其建設成為牙買加的中心城市。
在之後的150年時間中，牙買加成為了世界上著名的蔗糖、蘭姆酒和咖啡產地。為了維持數量眾多的種植園，英國於1672年成立公司，從西非販運黑奴。1831年，薩繆爾·夏普領導黑奴舉行聖誕節起義，雖然起義10天內即告失敗，但是引起了英國國內廣泛關注。對此事的調查被認為是大英帝國在1834年8月1日宣佈廢除奴隸制度的原因之一。1866年英國宣佈將牙買加變為直轄殖民地。在19世紀末，牙買加的蔗糖業逐漸衰落，取而代之的是香蕉種植業。1872年，京斯敦正式成為牙買加首府。
在此後的數十年中，牙買加的經濟逐漸繁榮。1944年，首次舉行了普選。
1958年，牙買加加入了西印度聯邦，但是在1961年，選民否決了聯盟條約，導致了牙買加的退出。
1962年8月6日牙買加宣告獨立，獨立後便宣布加盟英联邦。
2006年3月30日，牙買加歷史上的首位女總理波西亞·米勒在首都京斯敦宣誓就職。

## 地理
境内多山岭、石灰岩高原和伏流河，并多泉水，沿海有数处较大平原。
热带雨林气候；向风坡年降水量一般1800－2000毫米；常年平均气温约27℃。

## 政治

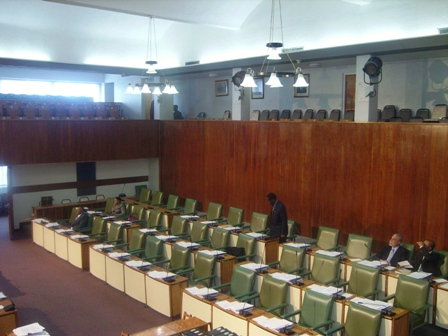
牙买加国会内部，2006年

國家元首為牙買加國王查爾斯三世，牙買加總督是他在當地的全權代表。牙買加總理是具實權的政府首脑，由众议院多數党的党魁出任。
眾議院（House of Representatives）有63名議員，直接由民選产生，任期最多5年。與之組成牙買加國會的參議院（Senate）共21名議員，由總督分別依總理及反對黨領袖提名（13及8人）任命之，權力比前者小。
牙買加主要政黨有中間偏左的人民國家黨、中間偏右的牙買加勞工黨和國家民主運動黨。在2016年2月国会大选中，工党获得33席，人民民族党获得30席。自此前者為執政黨，故總理是前者領袖；後者为主要在野黨。

## 外交
牙买加自1962年独立以来，一直奉行独立、不结盟的外交政策，主张国家主权平等、互不干涉内政原则，主张在联合国框架内解决国际争端，反对使用武力，致力于维护国家主权，吸引外资和游客，开拓国际市场，促进国际合作。
牙买加积极发展同加勒比国家之间的团结与合作，优先发展与美国等西方主要发达国家之间的关系，2000年以来，又大力发展与拉美、亚洲、非洲等发展中国家的友好合作交流关系。
截至2024年12月，牙买加已与176个国家建交。

## 经济

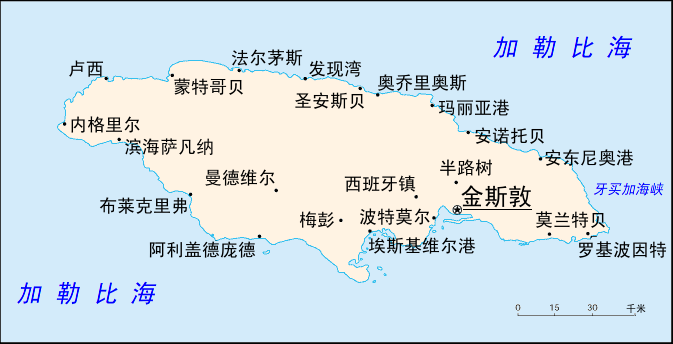
牙买加地图

铝土、蔗糖和旅游业是牙买加国民经济中最重要部门和外汇收入主要来源。资源主要有铝土，储量约19亿吨，为世界第三大铝土生产国。其他矿藏有钴、铜、铁、铅、锌和石膏等。森林面积26.5万公顷，多为杂木。铝土的开采冶炼是牙买加最重要的工业部门。此外还有食品加工、饮料、卷烟、金属制品、电子设备、建筑材料、化学制品和纺织服装等工业。耕地面积约27万公顷，森林面积约占全国总面积的20％。主要种植甘蔗和香蕉，其他还有可可、咖啡和红胡椒等。旅游业是牙买加重要经济部门和主要外汇来源。

## 行政区划
牙买加划分为3郡，下设14堂区。
- 萨里郡，位于东部，包括以下4个堂区：
  - 金斯敦堂區（Kingston Parish）
  - 波特蘭堂區（Portland Parish）
  - 圣安德鲁堂区（Saint Andrew Parish）
  - 圣托马斯堂区（Saint Thomas Parish）
- 米德尔塞克斯郡，位于中部，包括以下5个堂区：
  - 克拉倫登堂區（Clarendon Parish）
  - 曼徹斯特堂區（Manchester Parish）
  - 聖安堂區（Saint Ann Parish）
  - 聖凱瑟琳堂區（Saint Catherine Parish）
  - 圣玛丽堂区（Saint Mary Parish）
- 康沃尔郡，位于西部，包括以下5个堂区：
  - 汉诺威堂区（Hanover Parish）
  - 聖伊麗莎白堂區（Saint Elizabeth Parish）
  - 圣詹姆斯堂区（Saint James Parish）
  - 特里洛尼堂區（Trelawny Parish）
  - 威斯特摩蘭堂區（Westmoreland Parish）

## 媒体
新闻出版：主要报刊有《新闻集锦日报》、《明星晚报》，为《新闻集锦日报》的晚报、日报《牙买加纪事报》、《牙买加之声》周刊、双周刊《旭日报》。
牙买加新闻署：1962年成立。是政府新闻机构。牙买加通讯社：1979年成立。是官方通讯社，隶属新闻部。
广播电台和电视台主要有：1959年政府拨款建立的牙买加广播公司，由政府任命董事会领导。设有广播电台和电视台。广播电台一台及二台全天播音。电视台为商业性，每星期播出140小时。1950年建立的牙买加电台，由21个团体合资开办，全天播音。

## 人口
2,731,832人（2015年底）。黑人和穆拉托人共佔90％以上，其餘為印度人、白人和華人。

## 文化
牙买加有一个崇拜埃塞俄比亚皇帝海尔·塞拉西一世的教派拉斯特法里运动，很有影响力。
牙买加本土宗教拉斯塔法里运动及受其影响的音乐舞蹈具有和人口比例不相称的巨大影响力，斯卡音乐、慢拍摇滚、雷鬼音乐、回响音乐、舞厅音乐等风格风靡西方。

## 体育
牙買加是體育風行之國，板球、足球、田徑和賽馬是當地蔚為風行的運動項目。在奧運比賽上，牙買加的田徑成績最令人印象深刻。
2008年北京奧運牙買加奪取六金三銀二銅，11面獎牌皆為田徑場上所奪下，其中牙買加短跑男女雙飛人尤塞恩·博尔特及维罗尼卡·坎贝尔-布朗在個人項目上分別奪取兩面金牌（2008年8月20日，博尔特二十二歲生日前夕）及一面金牌，博爾特並且分別以9.69秒及19.30秒佳績兩度衝破100米及200米世界紀錄，取代由自己保持的100米9.72秒及美國迈克尔·约翰逊保持的200米19.32秒世界紀錄。成為1984年卡爾·劉易斯後，第一位贏得100米及200米奧運冠軍的人。在男子400公尺接力項目上，博爾特和他的隊友阿薩法·鮑威爾等人以37.10秒亦輕鬆打破世界紀錄。在2012倫敦奧運會上，博爾特和他的隊友又以36.84秒刷新紀錄。值得一提的是，博爾特是在奧運會有史以來，一屆奧運同時打破這三項世界紀錄的飛人，更是歷史名將卡爾·劉易斯都沒有做到的奇蹟。2020東京奧運女子100公尺田徑項目包辦了金銀銅三面獎牌，並且伊萊恩·湯普森打破了由弗洛倫斯·格里菲斯-喬伊娜保持了33年的奧運紀錄。